# Chiloé-Archipel
Der Chiloé-Archipel (spanisch Archipiélago de Chiloé) ist eine Inselgruppe in der Región de los Lagos in Chile. Der Chacao-Kanal trennt Chiloé im Norden vom Festland, die Chiloé-See im Osten und der Golf von Corcovado im Südosten. Der ganze Archipel, außer den Desertores-Inseln, die zur Provinz Palena gehören, bildet zusammen mit der Insel Guafo (Isla Guafo) die Provinz Chiloé.

## Geographie

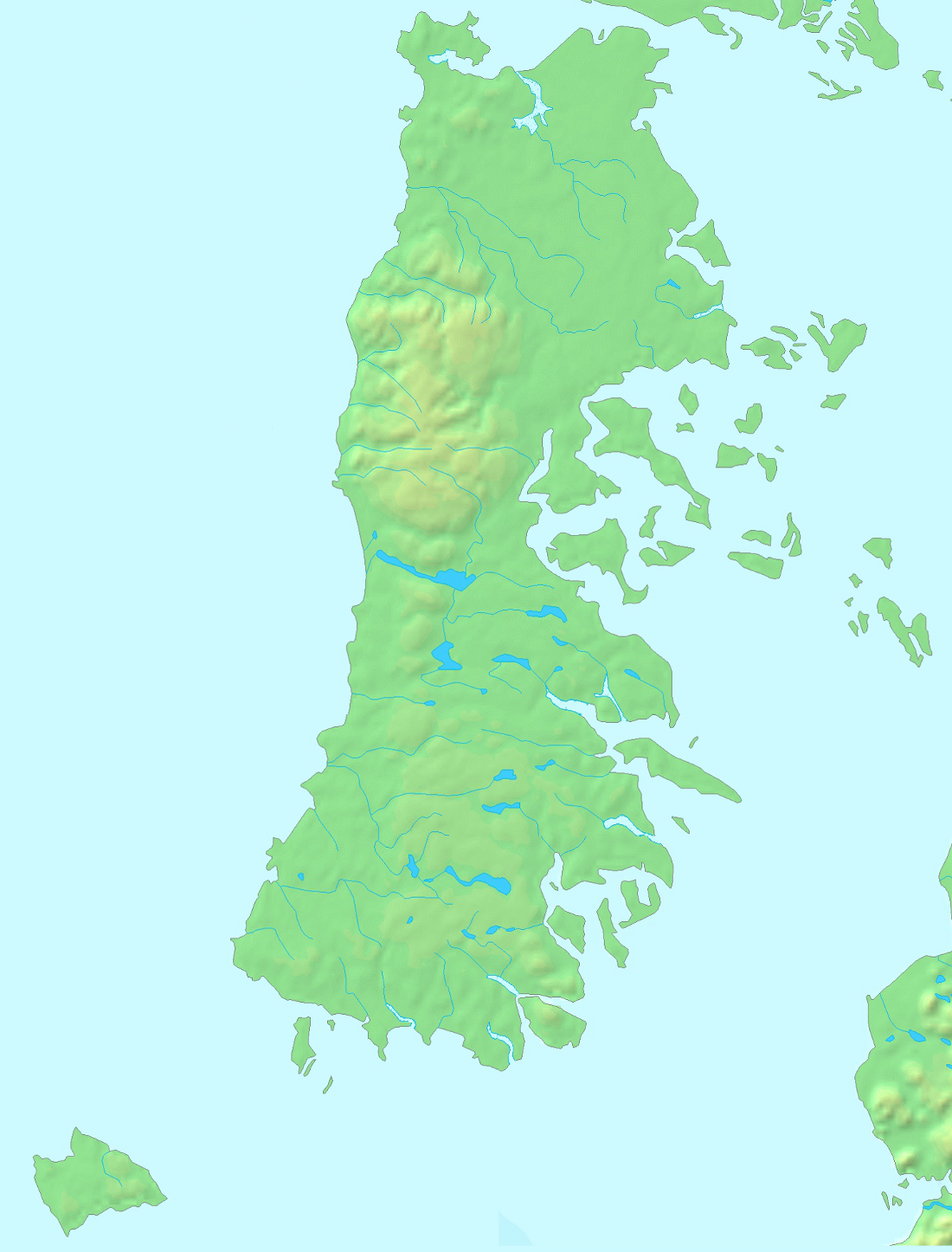
Topographische Karte

Der Archipel umfasst 42 Inseln, hat eine Gesamtfläche von 9.181 km² und eine Bevölkerung von 154.766 Einwohnern (2002). Die Hauptinsel des Archipels ist Chiloé (Isla Grande de Chiloé; 8.394 km²), die nächstgrößten Inseln sind Quinchao, Lemuy und Talcán. Geomorphologisch stellt der Archipel einen Teil der Cordillera de la Costa dar. Die Inseln sind von zahlreichen Kanälen durchzogen.
Die Jahresdurchschnittstemperatur beträgt etwa 11 °C, der Jahresniederschlag beläuft sich im Osten auf etwa 2000 mm, im Westen der Hauptinsel auf etwa 3000 mm, in der Cordillera del Piuchén auf bis zu 4000 mm.

## Flora und Fauna
Die ursprüngliche Vegetation der Inselgruppe wird als valdivianischer Regenwald bezeichnet, die einheimische Tierwelt umfasst zahlreiche Vogelarten. Charakteristische Landsäuger sind der Darwin-Fuchs und der Pudu. Die Gewässer um den Archipel werden unter anderem von Seelöwen, Commerson-Delfinen und Blauwalen bewohnt. Mehrere Arten gelten als auf dem Archipel endemisch.

## Kultur

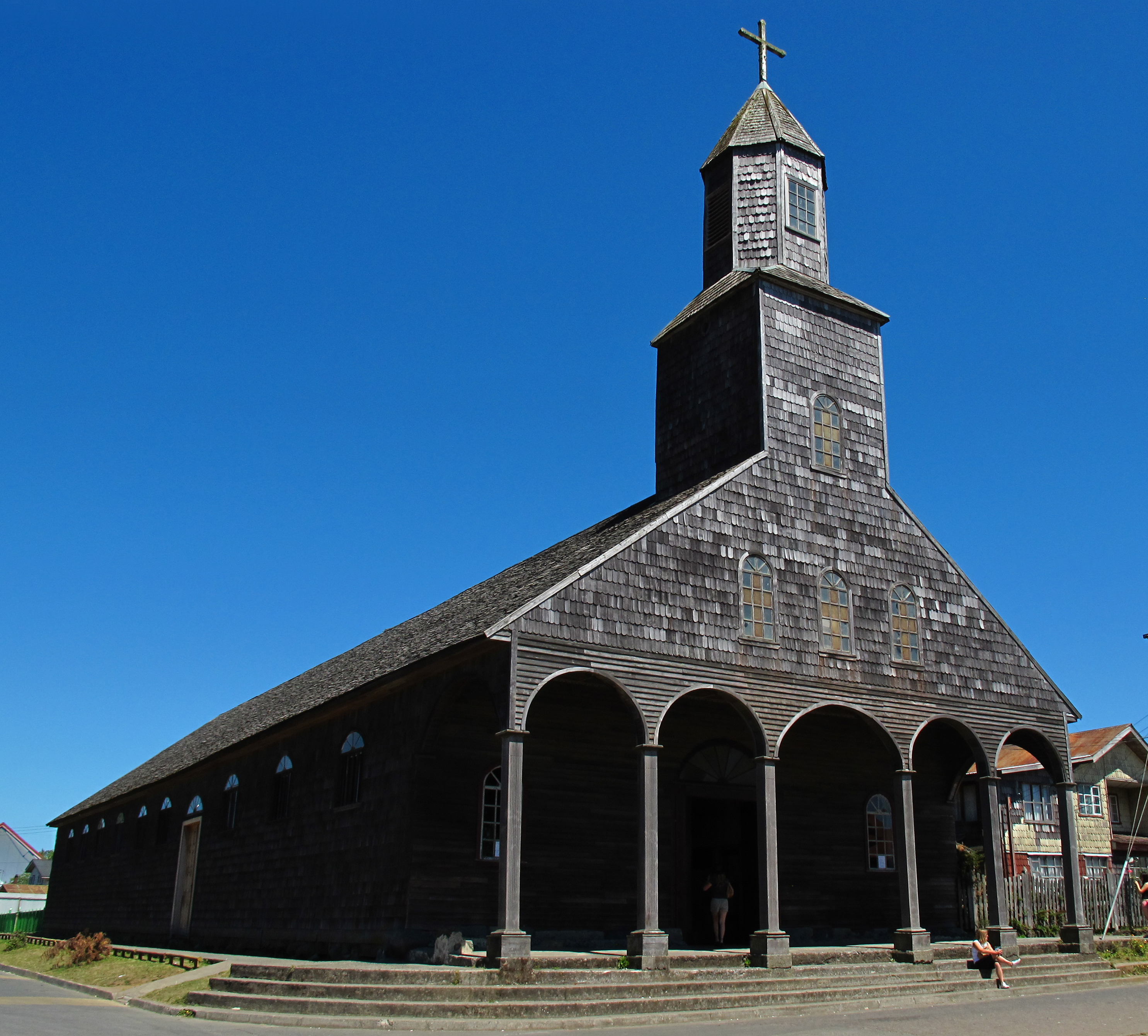
Kirche von Achao

Chiloé ist bekannt für seine Folklore, Mythologie, Küche und einzigartige Architektur. 2000 wurde ein Teil der typischen Holzkirchen des Archipels in das Weltkulturerbe der UNESCO aufgenommen:
- auf der Hauptinsel:
  - Gemeinde Castro: Castro, Rilán, Nercón
  - Gemeinde Chonchi: Chonchi und Vilupuili
  - Gemeinde Quemchi: Colo
  - Gemeinde Dalcahue: Dalcahue, Tenaún und San Juan
- auf Chelín: Chelín
- auf Quinchao: Quinchao und Achao
- auf Caguach (zu Gemeinde Quinchao): Caguach
- auf Lemuy (Gemeinde Puqueldón): Aldachildo, Ichuac und Detif

Außerdem wurde 2001 die Landwirtschaft im Chiloé-Archipel in die Liste der Globally Important Agricultural Heritage Systems der FAO aufgenommen.
Die Chiloé-Kartoffeln – auf der Inselgruppe gedeihen über 400 Kartoffelarten – stehen im Zentrum der chilotischen Küche.
Das chilotische Spanisch bewahrte einige Archaismen und enthält zahlreiche aus dem Huilliche-Dialekt des Mapudungun übernommene Begriffe.